# Popiersie Jerzego Waszyngtona w Warszawie
Popiersie Jerzego Waszyngtona – pomnik znajdujący się na rondzie Waszyngtona na Saskiej Kępie w Warszawie.

## Opis
Pomnik powstał z inicjatywy Oddziału Saska Kępa Towarzystwa Przyjaciół Warszawy (obecnie Towarzystwo Przyjaciół Saskiej Kępy, Oddział TPW). Popiersie stoi na granitowym postumencie złożonym z kilku kubików. Autorem całego projektu jest Bronisław Kubica, a sama rzeźba wykonana została przez Bronisława Koniuszego. Oficjalnego odsłonięcia pomnika dokonał Edward Moskal 27 października 1989 roku.
Wizerunek George’a Washingtona (Jerzego Waszyngtona), pierwszego prezydenta Stanów Zjednoczonych, wzorowany jest na wizerunku z banknotu dolarowego, natomiast kompozycja postumentu imitować ma flagę Stanów Zjednoczonych.